# دهستان دهشیر
دهشیر، دهستانی است از توابع بخش مرکزی شهرستان تفت در استان یزد ایران. ویکی از مناطق دارای جاذبه گردشگری می‌باشد.

## جمعیت
براساس سرشماری سال ۱۳۸۵ جمعیت آن ۳٬۱۷۳ نفر (۱٬۰۴۷ خانوار) بوده‌است. دهشیر از نگاه ایرج افشار
ده شیر آبادی مشهور اما کم مایه‌ای است بر سرراه ابرقو. نام ان درکتب به صورت «قریه شیر» نیز آمده است. علی الظاهر هر نامش مأخوذ از نام «شیرکوه» است. قدیمترین ذکر آن در تارخ جدید یزد ص ۱۳۳ جامع مفیدی دیده می‌شود و بنا برضبط آن خواجه شمس الدین محمد تازیکو چون «مسجد چهل محراب» را در شهر یزد بساخت چهار دانگ از قریه (دهشیر) را بران وقف کرد. از جنگاوران این دیار کهن می‌توان به افرادی چون: نایب جعفر مظفری درخشان اشاره کرد، سخیرو تصرف باغ خان یزد ازمهم‌ترین اقدامات نایب جعفر به‌شمار می‌آید.
محمد مفید مستوفی در جامع مفیدی در خصوص آبادانی وعمارت ده شیر اطلاع مفیدی به دست می‌دهد وان اینست که چون مبارزالدین محمدمظفر قصد تسخیر ولایت فارس از راه ابرقو کرد و به موضع «ده شیر کهنه» رسید چند روز توقف کرد و آنجا را چون ویران و کم‌آب دید نذر کرد که اگر به فتح نائل شود در آن موضع قناتی حفر کند و ده وسیع سازد. پس در بازگشت قناتی جاری ساخت و ده شیر را بنا کرد «و خانقاه عالی بساخت و آن ده را براینده و رونده وقف فرمود و چنان مقرر کرد که حاصل آن تمامی صرف اخراجات و اطعام فقرا و مساکین بوده باشد و حال تحریر این نسخ که سنه تسع و سبعین و الف است آن قریه روبه خرابی نهاد و مجاوران و ساکنان به عسرت و تنگی گرفتار گردیده‌اند و حاصل محل مزبور که نقد و جنس قریب بیست و پنج تومان می‌شود به ناحق و به غیرمصرف می‌گردد».

### رباط
این رباط که اکنون پاسگاه ژاندارمری است درقرن سیزدهم هجری به امر شاهزاده محمد ولی میرزا که در ۱۲۳۶به حکومت یزد رسید بنا شد. دارای سردر دوطبقه‌ای از آجراست و قسمتی از ان ویران گردیده.
در محراب مسجد ده شیر سنگ مرمری به اندازه ۱۲۶*۶۵ سانتی‌متر نصب است که در اطرافش آیات قرانی و در وسط نقش سرو و قندیل نقر شده و عبارت تاریخ ان بدین شرح است:
"بانی این مسجد حاج الحرمین الشریفین حاج علی نقی وقف کرد بران ثلث از یک روزشبان از مزرعه اردونک که مداران ده روز وشبان می‌باشد که محصول ان صرف فرش و روغن چراغ و تعمیر مسجد مزبور نمایند. عمل استادعباس تحریرا فی سنه ۱۲۳۴".

### قدمگاه
در بنایی عادی که قدمگاه شهرت دارد بنا برذکر آقای معصومی تخته سنگی منقوش و محکوک نصب بوده‌است که ربوده‌اند.
از توصیفی که ایشان از برآمدگی دو «پستان مانند» برسنگ می‌کرد احتمال می‌رود که از سنگ قبرهای قرن پنج و ششم هجری بوده‌است که در میبد و سانیچ و بافق و رباط پشت بادام دیده‌ایم و وصف ان در کتاب آمده است.

### سنگ قبر آغا بیجه
در قبرستان ده یک سنگ قبر مرمر به اندازه ۱۶۷*۴۳و ارتفاع ۳۰ سانتی‌متر دیده شد که بران نام صاحب قبر چنین ضبط است:
«وفات مرحومه اغا بیجه بنت مغفرت پناه خواجه شرف الدین حسن یزدی بتارخ شهر جمادی‌الاول لسنه اربعین والف.»
نام شخصی از این آبادی (دهشیر) که استاد بقول خودش برسرسفره او نشسته و شلغم پخته‌ای و شولی (نوعی اش) و رب انا و ارده لذیذ خورده حاج امان‌الله ملا معصومی می‌باشد.